# ISO 31
Az ISO 31 egy mára elavult nemzetközi szabvány, mely a mennyiségeket és a mértékegységeket tartalmazza. A Nemzetközi Szabványügyi Szervezet 1992-ben elfogadott szabványát világszerte használták tudományos és oktatási dokumentumokban mennyiségek értékeinél. A legtöbb országban a matematikai és tudományos könyvekben pontosan követték az ISO 31 jelölési rendszerét. 
2009-ben ezen szabványok tartalmát a Nemzetközi Szabványügyi Szervezet (ISO) és a Nemzetközi Elektrotechnikai Bizottság (IEC) elkezdték átdolgozni ISO 80000 szabványszám alatt.
A szabvány 14 részből áll:
ISO 31-0:  Általános mennyiségek
ISO 31-1:  Tér és idő
ISO 31-2:  Perodikus jelenségek
ISO 31-3:  Mechanika
ISO 31-4:  Hő
ISO 31-5:  Elektromosság és mágnesesség
ISO 31-6:  Fény és kapcsolódó elektromágneses sugárzások
ISO 31-7:  Hangtan
ISO 31-8:  Fizikai kémia és molekuláris fizika
ISO 31-9:  Atom- és magfizika
ISO 31-10: Nukleáris reakciók és ionizációs sugárzások
ISO 31-11: Matematikai jelek és szimbólumok fizikában
ISO 31-12: Jellegzetes számok
ISO 31-13: Szilárdtestfizika